# Syndroom van Peter Pan
Het syndroom van Peter Pan is een informele term uit de psychologie. De term werd voor het eerst gebruikt door Aldous Huxley in zijn boek Island uit 1962. De term werd gepopulariseerd door dr. Dan Kiley in het boek The Peter Pan Syndrome: Men Who Have Never Grown Up (1983) en duidt op het verschijnsel dat sommige mannen zich op latere leeftijd puberaal, onvolwassen en narcistisch blijven gedragen en bang zijn om zich te binden. Naast narcisme treden bij deze mannen onbetrouwbaarheid, rebelsheid, woede, afhankelijkheid en manipulatiedrang op. Kiley beschouwt dit gedrag als uiting van de diepgewortelde wens om bemoederd te worden.
Het syndroom is genoemd naar het toneel- en romanpersonage Peter Pan uit het gelijknamige werk van J.M. Barrie. Kiley vergeleek de personages uit het werk van Barrie met een disfunctionele familie.
Kiley's boek was een succes en maakte veel discussie los. Veel mensen vonden het syndroom heel herkenbaar en zagen het als een verschijnsel dat wordt veroorzaakt door een maatschappij waarin de rol van de vrouw ondergeschikt is. Anderen brachten daar tegenin dat juist het moederlijk gedrag van vrouwen de afhankelijkheid van mannen in de hand werkte.
In 1984 publiceerde Kiley het boek The Wendy Dilemma: When Women Stop Mothering Their Men, genoemd naar het vriendinnetje van Peter Pan. Hierin beschrijft hij het omgaan met de vrouwelijke rol die als tegenhanger van het syndroom van Peter Pan gezien kan worden. Een vrouw in een dergelijke relatie speelt vaak onbewust de rol van moeder en is overbeschermend en bezitterig in de hoop zo de relatie in stand te houden.
De verhalen van Peter Pan worden soms gezien als een sprookje met seksuele ondertonen. Peter heeft de behoefte aan een moederlijk type van zijn eigen leeftijd, maar heeft conflicterende gevoelens ten opzichte van Wendy, Tijgerlelie en Tinkelbel (die verschillende vrouwelijke archetypen representeren). Het gevecht met kapitein Haak is een symbool voor zijn oedipuscomplex, de strijd met de vaderfiguur (in de toneelversie wordt de rol van Wendy's vader traditioneel door dezelfde acteur gespeeld als kapitein Haak).
De zanger Michael Jackson werd vaak met het syndroom van Peter Pan geassocieerd. Ook binnen de psychiatrische wereld wordt er tegenwoordig regelmatig over het syndroom van Michael Jackson gesproken, terwijl het syndroom van Peter Pan wordt bedoeld.

## Gerelateerde onderwerpen
- Narcistische persoonlijkheidsstoornis
- Theatrale persoonlijkheidsstoornis